# Energisa Sul-Sudeste
A Energisa Sul-Sudeste é uma empresa concessionária de distribuição de energia elétrica. Tem origem nas empresas distribuidoras de energia do Grupo Rede Energia, que foram adquiridas pelo Grupo Energisa e posteriormente unificadas em uma única empresa.

## História
A empresa tem início com a aquisição em 2014 pelo Grupo Energisa das seguintes distribuidoras do Grupo Rede Energia: 
- Caiuá Distribuição de Energia (São Paulo)[2]
- Companhia Nacional de Energia Elétrica (São Paulo)[3]
- Empresa de Distribuição de Energia Vale Paranapanema (São Paulo)[4]
- Empresa Elétrica Bragantina (São Paulo e Minas Gerais)[5]
- Companhia Força e Luz do Oeste (Paraná)[6]

## Histórico das empresas anteriores a unificação
A Energisa Caiuá, antes denominada Companhia Elétrica Caiuá, foi criada em 2 de janeiro de 1929 como resultado da fusão entre a Cia. Marcondes de Colonização, Indústria e Comércio e a Empresa Elétrica de Presidente Prudente Ltda. Essa primeira empresa deu início à prestação de serviços de energia elétrica, um ano após a criação da cidade de Presidente Prudente, em 1923.
Mas é com a criação da nova empresa que os investimentos nos sistemas de geração, transmissão e distribuição têm início. A usina Laranja Doce, inaugurada em 1930, foi à primeira usina hidrelétrica da região do oeste paulista. Anos mais tarde, em 1941, surgia a Usina Quatiara, otimizando os serviços prestados pela empresa e suprindo da melhor forma a demanda por energia. Em 1966, a Caiuá abre seu capital, sendo adquirida pelo Grupo REDE Energia em 1985.
A Energisa Nacional, antes denominada Companhia Nacional de Energia Elétrica, foi sucedida pela Empresa Elétrica de Catanduva, que atuava na utilização moto geradores a óleo diesel nos primeiros anos de atividade para fornecimento de energia elétrica a região. Em 1921, com a parceria entre Gataz Neme Maluf e o industrial paulista Miguel Estefano iniciou-se a construção de uma usina hidrelétrica no rio Ribeirão dos Porcos, batizada de Reynaldo Gonçalves na divisa entre os municípios de Itápolis e Borborema, inaugurada em 1923. Em 1984, a empresa passa a integrar o Grupo REDE Energia.
A Energisa Vale do Paranapanema antes denominada Vale do Paranapanema, foi sucedida pela Empresa José Giorgi, sendo essa contratada em 1912 pelo Governo do Estado de São Paulo para construir 400 quilômetros de linhas de ferrovia no prolongamento da Estrada de Ferro Sorocabana. A medida em que a empreitada se desenvolvia, os lampiões a gás eram substituídos pela energia elétrica gerada por máquinas a vapor e caldeiras de lenha, utilizada também por muitos moradores de Assis, no interior do Estado.
A empresa José Giorgi de Eletricidade do Vale Paranapanema surge oito anos mais tarde e, logo, torna-se responsável pelo fornecimento de energia elétrica na região devido ao crescimento da demanda. A Vale Paranapanema só adotou sua atual denominação em 1940, sendo adquirida em 1980, tornando-se a segunda concessionária do Grupo REDE Energia.
A Energisa Bragantina, anteriormente denominada Empresa Elétrica Bragantina foi criada em 1903, quando o Coronel Antônio Gordinho Filho e outros familiares passaram a controlar as ações da Leme, Siqueira, Gordinho & Cia. Ltda, primeira empresa da região a atuar no setor elétrico.
Naquela época, Bragança Paulista vivia em crescente desenvolvimento decorrente da cultura do café e as atividades da Leme, Siqueira, Gordinho & Cia. tiveram início com a construção das usinas Flores e Guaraciaba, localizadas no município de Vargem, hoje desativadas.
Por volta de 1941, a Empresa Elétrica Bragantina passou a atuar em outro estado, ampliando os serviços ao município de Extrema, no sul de Minas Gerais. Mas na década de 50, o desenvolvimento foi contido pela crise do café, quando este foi substituído pela criação de gado leiteiro. Em 1966, os herdeiros do Cel. Gordinho Filho assumiram o controle acionário da empresa.
Na mesma época, a região retomava o desenvolvimento e a Empresa Elétrica Bragantina, impulsionada por tal recuperação, ampliou suas linhas de distribuição, inclusive para outras cidades do Estado. A empresa deu origem ao conjunto de concessionárias que formam o Grupo REDE Energia. 
A Energisa Luz do Oeste, antes denominada Companhia Força e Luz do Oeste, foi sucedida pela “Empresa de Eletricidade de Guarapuava Silvio Colle e Ciscato”, teve início em 15 de Outubro de 1909 quando a Câmara Municipal decretou a Lei 180, concedendo ao Major Gabriel Lopes Branco a concessão para serviço de luz elétrica da cidade de Guarapuava, Estado do Paraná. No dia 16 de maio de 1910, por não conseguir cumprir o Contrato de Concessão com a Prefeitura Municipal, o Major Gabriel Lopes Branco vende a concessão do serviço de energia elétrica para Silvio Colle e Luigi Antonio Ciscato, nascendo assim a “Empresa de Eletricidade de Guarapuava Silvio Colle e Ciscato”.
No ano de 1921, Silvio Colle e Luigi Antonio Ciscato rompem a sociedade, assumindo então o sócio Luigi Antonio Ciscato que em 1922 firmou novo contrato com o Município, passando a explorar o potencial hidráulico da cidade de Guarapuava. No ano de 1952 a empresa foi transferida para os Irmãos Schlumberger e Cia LTDA. Em 1958, ocorreu a transferência de denominação da então Empresa Irmãos Schlumberger e Cia LTDA para Companhia Força e Luz do Oeste. Em 1995, a empresa passa a integrar o Grupo Rede Energia.

## Intervenção Aneel e unificação das concessões
Em 31 de agosto de 2012 a Aneel decretou a intervenção das distribuidoras, para evitar que a situação financeira precária do Grupo Rede comprometesse o fornecimento de energia para os consumidores. Posteriormente, as holdings do Grupo Rede Energia entraram em recuperação judicial e a Energisa apresentou um plano de recuperação no qual assumia o controle do grupo e as dívidas com credores. O plano de recuperação foi aprovado pela justiça em setembro de 2013. Em abril de 2014 a Energisa assumiu em definitivo as distribuidoras do Grupo Rede Energia.
Em Julho de 2017, o Grupo Energisa unificou em uma única empresa os processos e operações das suas cinco concessões de distribuição das regiões Sul e Sudeste do país. Com a mudança, a Energisa Caiuá, Energisa Bragantina, Energisa Vale Paranapanema, Energisa Nacional e Energisa Força e Luz do Oeste passam a se chamar Energisa Sul-Sudeste (ESS). Após a integração, a ESS passou a atender 811 mil clientes em 82 municípios, em uma área de cobertura de 32.416 km².